# زلزال أوكلاهوما 2011
زلزال أوكلاهوما 2011 هو زلزالٌ وقعَ في أوكلاهوما في الولايات المتحدة بتاريخ 6 نوفمبر 2011.